# Safia novita
Safia novita là một loài bướm đêm trong họ Noctuidae.